# Piscidia
Genre

Piscidia est un genre de plantes à fleurs dicotylédones de la famille des Fabaceae, sous-famille des  Faboideae, originaire des régions tropicales d'Amérique, qui comprend sept espèces acceptées.

## Liste d'espèces
Selon The Plant List (23 novembre 2018) :
- Piscidia carthagenensis Jacq.
- Piscidia cubensis Urb.
- Piscidia ekmanii Rudd
- Piscidia grandifolia (Donn.Sm.) I.M.Johnst.
- Piscidia havanensis (Britton & Wilson) Urb. & Ekman
- Piscidia mollis Rose
- Piscidia piscipula (L.) Sarg.